# Khachapuri
Il khachapuri (georgiano: ხაჭაპური, xač'ap'uri , "pane di formaggio") è un piatto tipico della Georgia. È una focaccia ripiena, fatta con farina e yogurt o kefir, con all'interno vari tipi di formaggio fresco o stagionato, uova, erbe e altri ingredienti (nella versione classica c'è il formaggio Imereti). Viene cucinata in tanti modi diversi secondo le tradizioni tipiche georgiane delle varie regioni. 

## Storia
Gli specialisti non sono concordi sull'origine del khachapuri. Secondo Darra Goldstein, autrice del libro The Georgian Feast, il piatto risale almeno al dodicesimo secolo, durante l'età dell'oro georgiana, questo sebbene le sue origini precise siano sconosciute. Goldstein sostiene che il piatto sia in qualche modo legato all'India in quanto il puri di khachapuri indicherebbe il pane nelle lingue dell'India. l'ex professore dell'Accademia culinaria georgiana Dali Tsatava sostiene che il khachapuri sia un "cugino" della pizza in quanto il concetto del piatto potrebbe essersi diffusa in Europa grazie ai soldati Romani ben prima che i pomodori venissero aggiunti nel XVI secolo.
Il khachapuri è oggi considerato il piatto nazionale georgiano e rientra tra i locali beni del patrimonio culturale immateriale. In Georgia è stato sviluppato, sulla falsariga dell'indice Big Mac, il cosiddetto Khachapuri index, che serve a monitorare l'inflazione tramite le cifre della produzione e del consumo degli ingredienti del khachapuri.

## Varianti

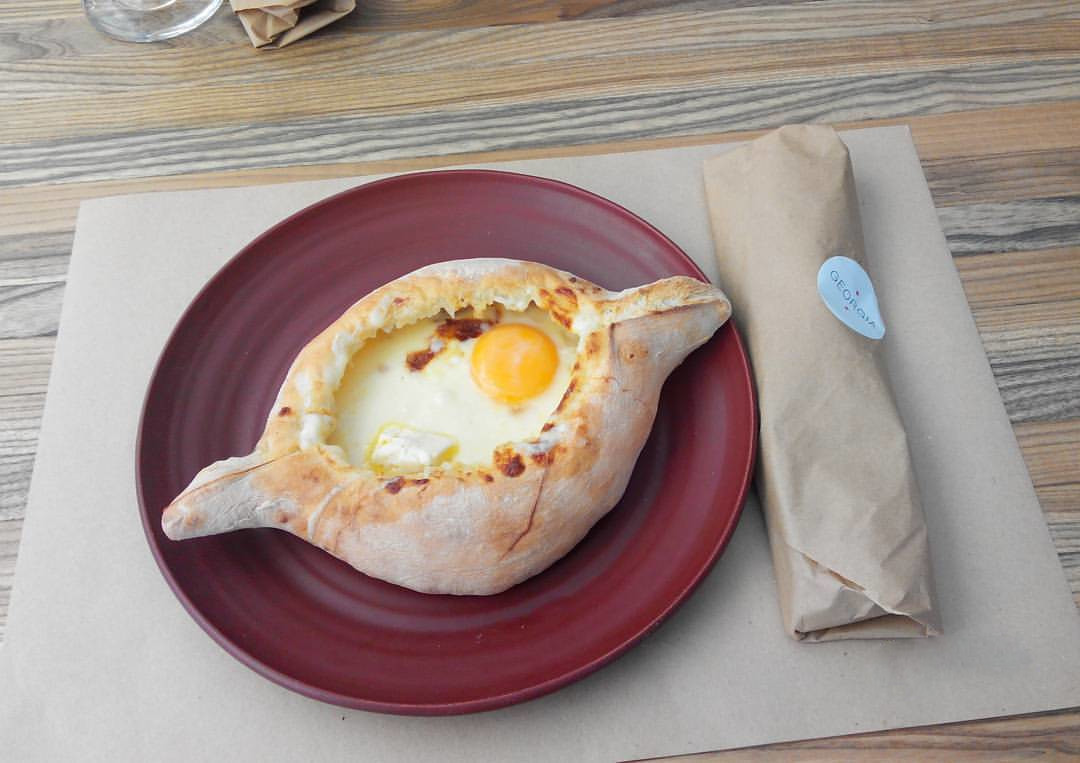
Khachapuri in versione Ajaruli

Il più famoso khachapuri è chiamato Imeruli Khachapuri (იმერული ხაჭაპური). Proviene dalla provincia di Imereti, dal quale prende nome. Altre famose varietà sono quello dell'Agiaria (Acharuli), quello della Mingrelia (Megruli), e nella regione dell'Abcasia,  l’Achma khachapuri (აჩმა ხაჭაპური).

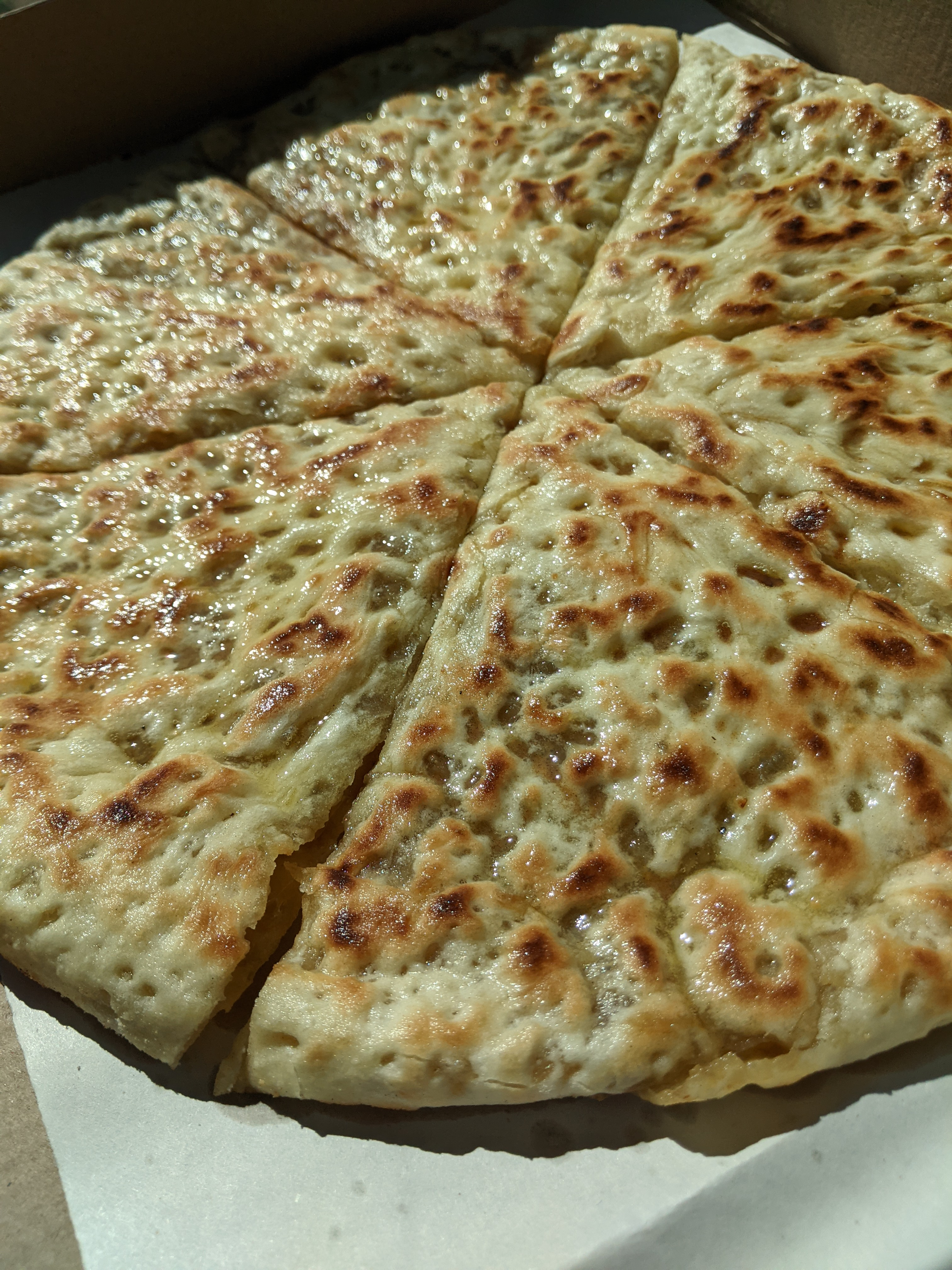
Khachapuri dell'Imerezia
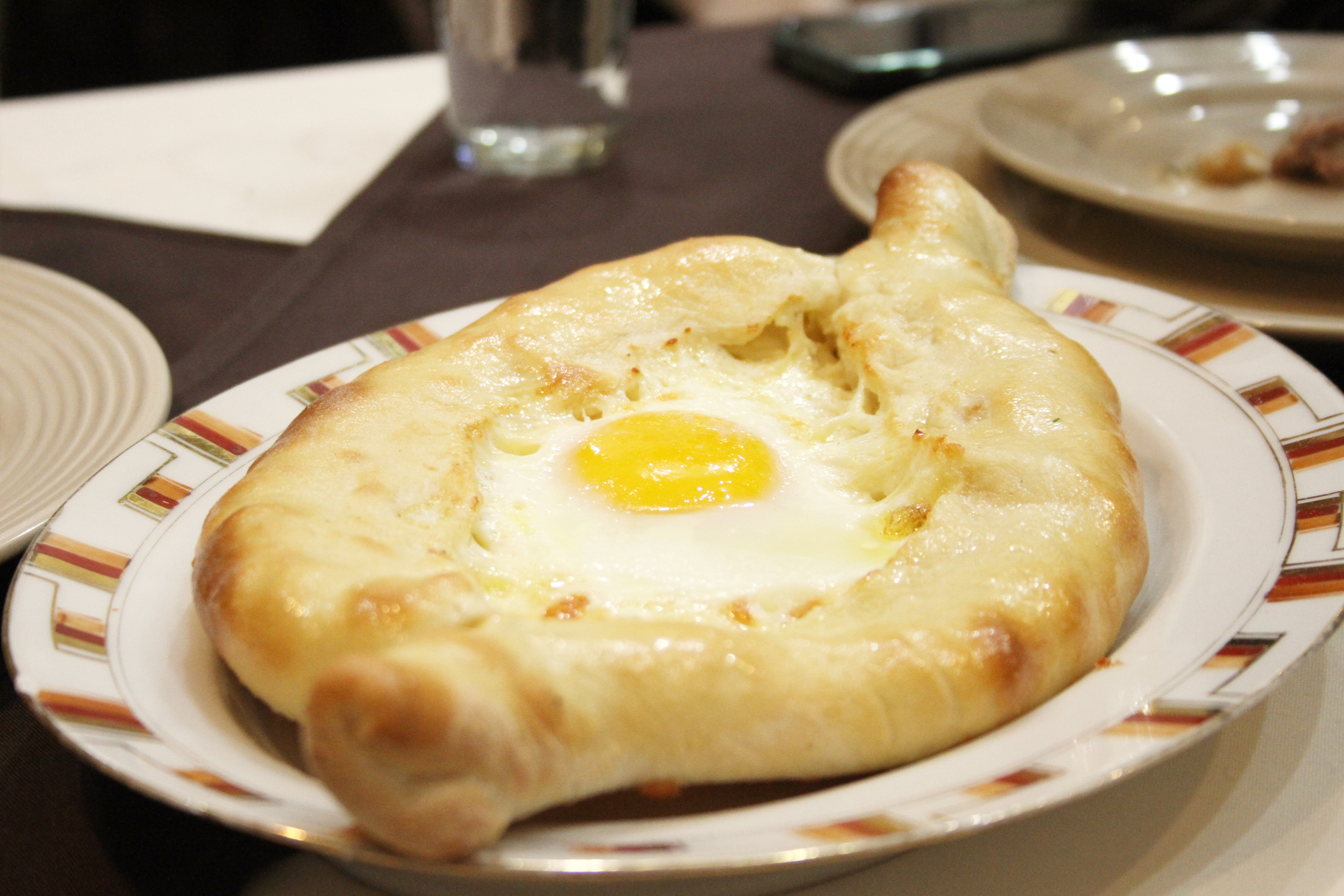
Khachapuri dell'Agiaria
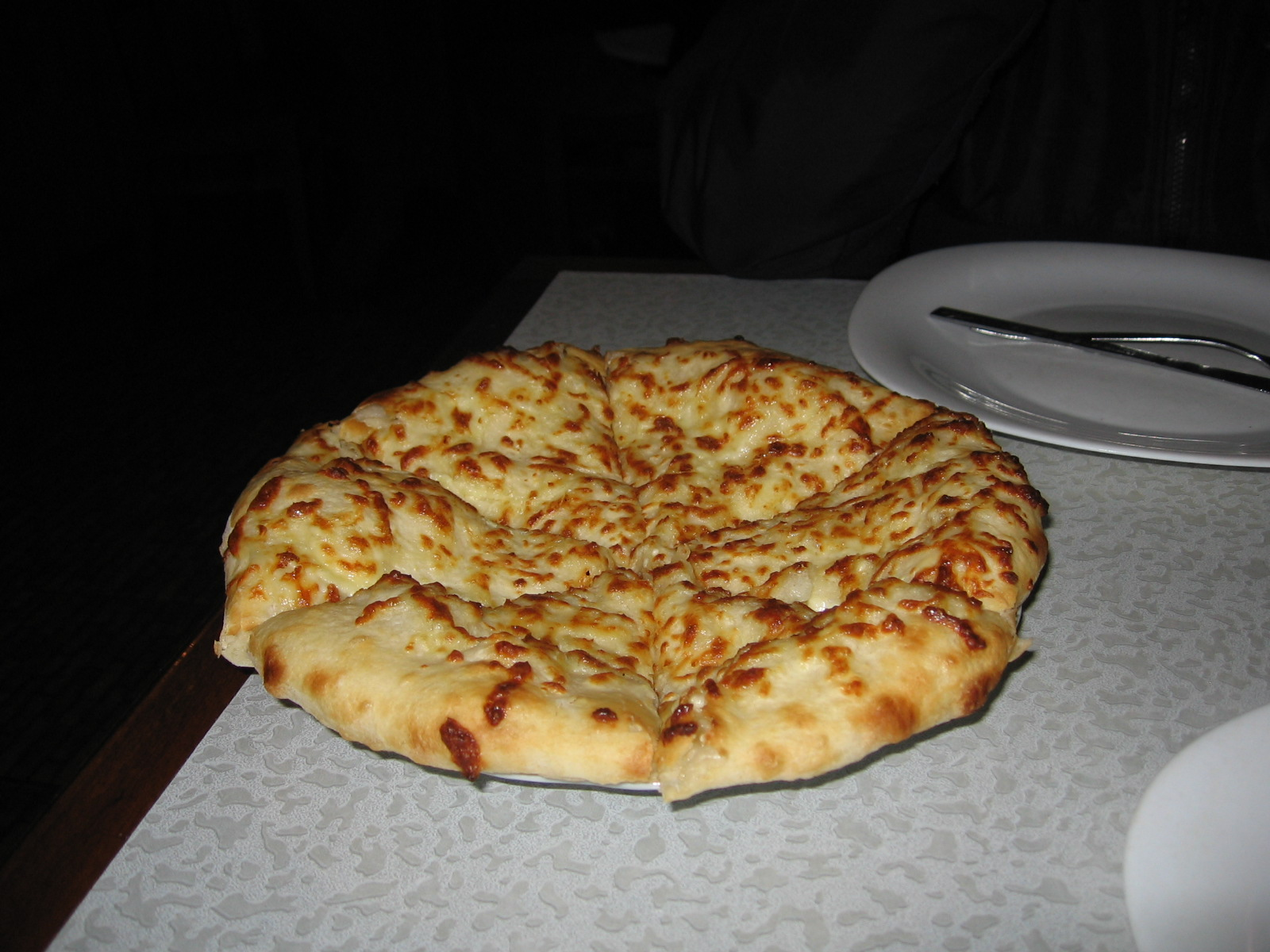
Khachapuri della Mingrelia
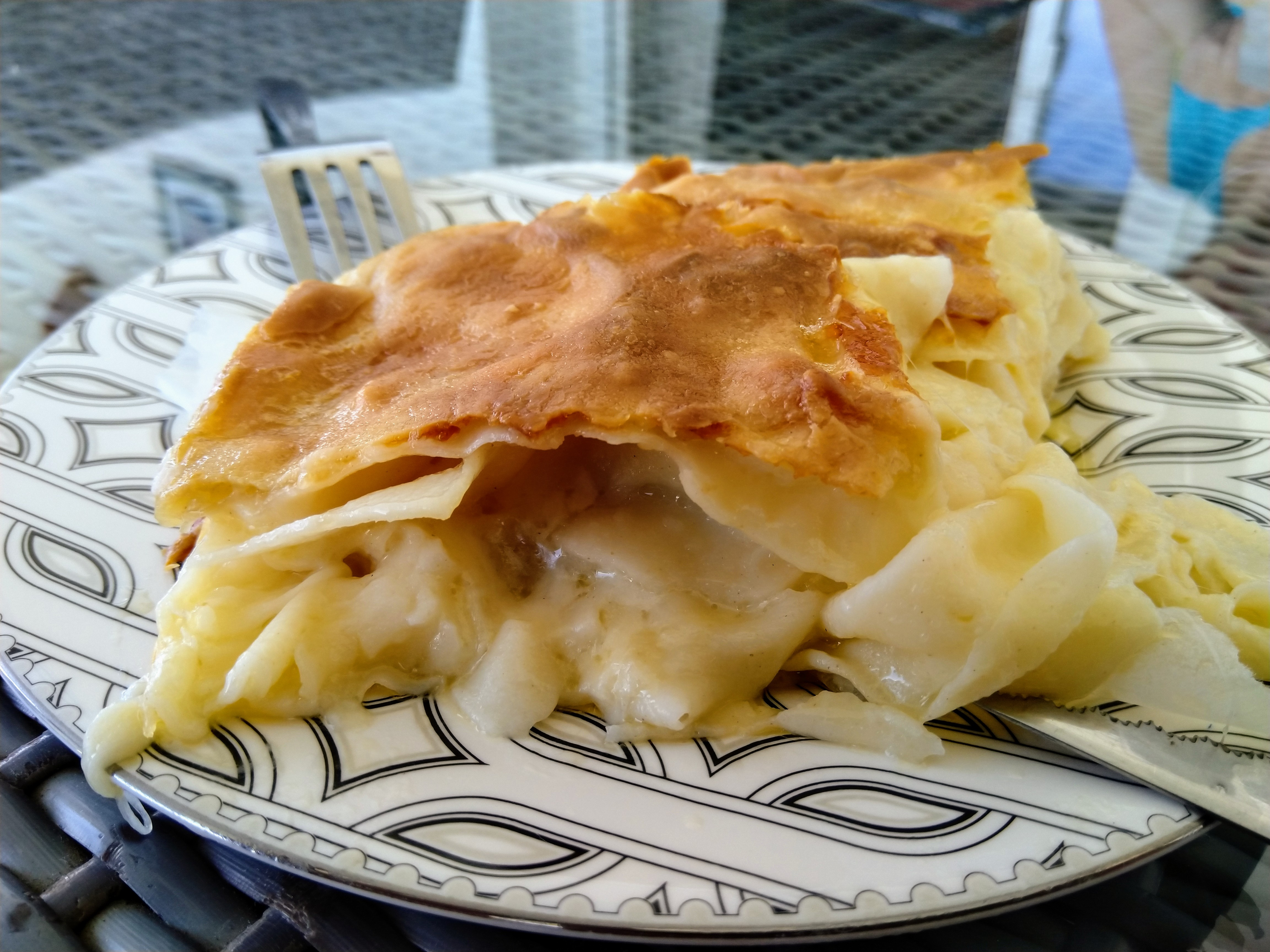
Khachapuri dell'Abcasia